# 能仁塔

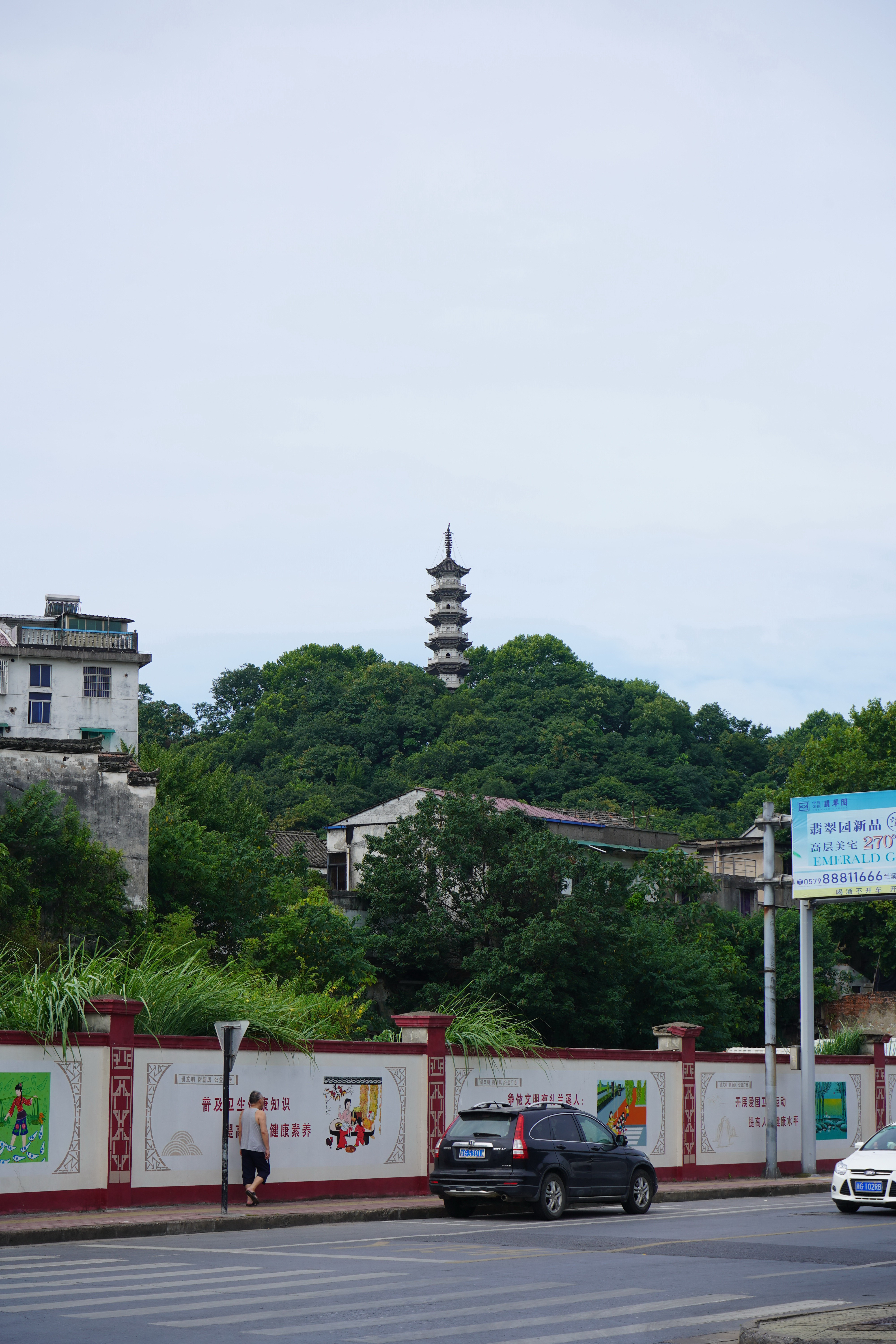
能仁塔东北面，2021年7月

能仁塔位于中国浙江省金华兰溪市云山街道大云山北麓，西临兰江。该塔原为砖木结构楼阁式塔，始建于北宋治平年间，明嘉靖时倾圮，清光绪十三年（1887）重建，民国三十一年（1942）为避免侵华日军将其作为地标轰炸兰溪而被驻军拆除，1995年再度重建，现为七层六面的钢筋混凝土结构楼阁式塔，重建时曾在原塔基发现北宋刻经残石数块。南宋杨万里《出横山江口》诗中有“县近瞻双塔，洲横隔一沙”一联，即指大云山的能仁塔和塔山的同仁塔。